# Gestas (Pirineos Atlanticos)
Gestas en francés, Jeztaze en euskera, es una localidad y comuna francesa situada en el departamento de Pirineos Atlánticos, en la región de Aquitania y en el territorio histórico vascofrancés de Sola.

## Demografía
| Gráfica de evolución demográfica de Gestas (Pirineos Atlánticos) entre 1800 y 2012 |
|                                                                                    |

Fuentes: Ldh/EHESS/Cassini e INSEE.